# Frédéric Berat
Frédéric Berat (Rouen, 11 de març, 1801 – París, 2 de desembre, 1855) fou un poeta i compositor francès.
Fou autor d'un gran nombre de cançons populars, la majoria d'ells dedicats a la seva regió natal de Normandia, la més popular de les quals fou l'himne Ma Normandie ("La meva Normandia"), considerada com a himne oficiós tant de Normandia com de l'illa de Jersey. Tanmateix, portà una existència modesta com a empleat de la companyia del gas.
El seu germà Eustache també es dedicà aquest gènere i potser el va superar. Els títols de les cançons que aconseguiren més acceptació a més de l'anterior, en aquella època són: La Lisette de Béranger, Berenice, Ma petite Toinette, Le Marchand de chansons, Le Berger normand, La Montagnarde, Le Départ, Mon Village, Bonne espérance, A la frontière, Le Retour du petit Saboyard, Mon petit Pierre. Les seves obres completes es publicaren amb el títol de Chansons, paroles et musique (París, 1855).
1. ↑  Enciclopèdia Espasa Volum núm. 8, pàg. 189. (ISBN 84-239-4508-1)